# نیم‌رسانای آلی
نیمه‌رسانای آلی یا نیمه‌هادی آلی یک ماده آلی با خواص نیمه هادی یا نیمه رسانا است.
نیم رسانا یا نیمه هادی عنصر یا ماده‌ای است که در حالت عادی عایق باشد ولی با افزودن مقداری ناخالصی قابلیت هدایت الکتریکی پیدا کند (منظور از ناخالصی عنصر یا عناصر دیگری غیر از عنصر اصلی یا پایه است) میزان مقاومت الکتریکی نیم رساناها بین رساناها و نارساناها می‌باشد.
انواع نیم رساناها:
۱. نیمه رسانای ذاتی (خالص): گیرنده الکترون آزاد
۲. نیمه رسانای غیرذاتی (دارای ناخالصی): دارنده (دهنده) الکترون آزاد

## تاریخچه
در سال ۱۸۶۲ هنری لسبای ماده‌ای به دست آورد که بخشی از ان رسانا بود؛ که این ماده از طریق اکسیداسیون آندی آنیلین در اسید سولفوریک به دست آمد. این ماده احتمالاً یک مادهٔ پلی آنیلین بوده است. در سال ۱۹۵۰ پژوهشگران کشف کردند که ترکیبات اروماتیک (معطر) چند شکلی نمک‌های کمپلکس نیمه هادی با هالوژن‌ها را شکل می‌دهند. خصوصاً رسانایی بالای ۰٫۱۲ برای کمپلکس پریلن–ید در سال ۱۹۵۴ گزارش ش د. این یافته‌ها نشان داد که ترکیبات الی می‌توانند حامل جریان باشند. این واقعیت که نیمه هادی‌های الی در اصل عایق هستند اما با تزریق نگهدارنده‌های بار الکتریکی از طریق الکترودها خاصیت نیمه هادی پیدا می‌کنند توسط کالمن و پاپ کشف شد.
ان‌ها پی بردند که یک جریان می‌تواند از طریق یک بلور آنتراسن از طریق یک الکترولیت حاوی یون ید جریان یابد.
اخیراً این نتایج توسط آکاماتو و همکارانش شبیه‌سازی شد. به طوری که هیدرو کربن‌های اروماتیک زمانی که با ید مولکولی ترکیب شوند رسانا خواهند بود زیرا بستر انتقال بار الکتریکی شکل می‌گیرد در یک بازه زمانی کوتاه مشخص شد که متغیر مهقی که عملیات تزریق بار را کنترل می‌کند تابع کار الکترود است. زمانی که هر دوی الکترون و حفره از طرق مخالف تزریق می‌شوند می‌توانند الکترولومینسانس از خود ساطع کنند. این مسئله در بلورهای الی در سال ۱۹۶۵ توسط سانو و همکارانش کشف شد.
در ۱۹۷۲ پژوهشگران رسانایی فلزی را در کمپلکس‌های تی تی اف – تی سی ان کیو یافتند. ابر رسانایی در کمپلکس‌های انتقال بار ابتدا توسط پژوهشگران در سال ۱۹۸۰ و در نمک بیچ گارد مطرح شدJerome , D. ; Mazaud , A. ; Ribault , M ,; Bechgaard , K. (1980). “Superconductivity in a synthetic organic conductor (TMTSF)2PF6”. Journal de Physique letters. 41(4) :95.
در ۱۹۷۳ دکتر جان مکگینس اولین دستگاه ترکیب کردن نیمه هادی‌های الی را ساخت.
در سال ۱۹۷۷ شیراکاوا و همکارانش گزارشی از رسانایی بالا از پلی استیلن اکسید شده و ترکیب شده با ید ارائه دادند. آن‌ها جایزهٔ نوبل سال ۲۰۰۰ در شیمی را به دلیل کشف و توسعهٔ پلیمرهای رسانا از ان خود کردند. به طور مشابه پلی پیرول‌های با رسانایی بالا در سال ۱۹۷۹ کشف شد.

## نیم رساناهای ارگانیک
تمام پیشرفت‌های بشری در زمینهٔ تلفن‌های هوشمند تبلت‌ها و کامپیوترها و سنسورهای زیستی همه و همه به خاطر تأثیر نیمه هادی‌ها است. از قرن ۲۱ نیمه هادی‌های ارگانیک یا پایه کربن به دلیل ارزان قیمت بودن فراوانی و وزن سبک به عنوان زمینه مورد علاقهٔ دانشمندان قرار گرفته‌اند و در مقایسه با نیمه هادی‌های غیرارگانیک که از اکسید فلز یا سیلیکون ساخته شده‌اند جریان را بهتر هدایت می‌کنند.
کشف آنان در ساختن ساختار توسعه یافته برای یکی از انواع نیمه هادی‌های ارگانیک و ساخت بلوک رسانا پلیمری به نام تترانیلین بود. دانشمندان نشان دادند که برای اولین بار کریستال‌های تترانیلین می‌توانند به صورت عمودی رشد کنند.
نیمه هادی‌های الی مواد جامدی هستند که بلوک‌های ساختمانی آنها مولکول‌های به هم پیوسته از طریق پیوندهای پی یا پلیمرهای تشکیل شده از اتم‌های کربن و هیدروژن یا سایر اتم‌ها مانند نیتروژن گوگرد و اکسیژن می‌باشد. آن‌ها به شکل کریستال‌های مولکولی یا فیلم‌های نازک بی شکل هستند عموماً آنها عایق‌های الکتریکی می‌باشند اما زمانی که بار الکتریکی از طریق الکترودهای مناسب تزریق شود حالت نیمه هادی به خود می‌گیرند؛ که این امر از طریق دوپ کردن یا تهییج فوری صورت می‌گیرد.

## ویژگی‌های عمومی
نیمه هادی آلی یک ماده آلی با خواص نیمه هادی یا نیمه رسانا است. برای مثال هدایت الکتریکی آن بین عایق و فلز قرار دارد. یک مولکول منفرد الیگومر و پلیمرهای آلی می‌توانند خاصیت نیمه رسانا از خود بروز دهند. این مواد آلی نقش مهمی در دیودهای گسیل دهنده نورو ترانزیستورهای اثر میدانی و سلول‌های فتوولتائیک دارند.
در کریستال‌های مولکولی اختلاف انرژی بین قسمت فوقانی و قسمت زیرین لایه رسانا (شکاف بین باندهای انرژی) معمولاً ۲٫۵ – ۴ الکترون ولت می‌باشد و این در حالی است که در نیمه هادی‌های غیر الی شکاف بین باندهای انرژی ۱ – ۲ الکترون ولت می‌باشد. این امر دلالت بر این مسئله دارد که در واقع این مواد بیشتر در دستهٔ مواد عایق قرار می‌گیرند تا مواد نیمه هادی.
این مواد تنها در صورتی خاصیت نیمه هادی بودن پیدا می‌کنند که نگهدارندهٔ بار الکتریکی از طریق الکترودها تزریق شده یا از طریق عملیات دوپ کردن صورت گیرد. امکان ایجاد نگهدارندهٔ بار الکتریکی از طریق تهییج نوری نیز وجود دارد.
درک این مسئله نیز بسیار مهم است که تهییج اولیه نوری تهییج خنثی با انرژی پیوندی ۰٫۵ – ۱ الکترون ولت است. دلیل این مسئله ان است که در نیمه هادی‌های الی ثابت دی الکتریک کمتر از ۳ الی ۴ است.
تولید بار الکتریکی از طریق تهییج نوری به صورت کارامد تنها در سیستم دمای دو تایی به دلیل انتقال بار الکتریکی بین دهنده‌ها و گیرنده‌های بار صورت می‌گیرد. تهییج خنثی به حالت پایه صورت می‌گیرد که این امر از طریق ساطع شدن فوتولوسینمانس اتفاق می‌افتد.
حد جذب نوری نیمه هادی‌های الی ۱٫۷ – ۳ الکترون ولت است که برابر با طیف ۴۰۰ – ۷۰۰ نانومتر می‌باشد.

## کاربرد
نیمه هادی‌ها در دستگاه‌هایی مانند تلویزیون‌های ال ای دی برای تبدیل جریان الکتریکی به نور مورد استفاده قرار می‌گیرند و در سلول‌های فتوولتائیک که انرژی نور را جذب و آن را به برق تبدیل می‌کنند نیز به کار می‌روند. آنچه در مورد نیمه هادی‌های معدنی مرسوم است این است که این نوع نیمه هادی‌ها اغلب در ادوات بر پایه سیلیکون استفاده می‌شوند. با این حال تولید این نوع نیمه هادی‌ها دشوار و نیازمند صرف انرژی و هزینه بالایی است. به طوری که تخمین زده می‌شود سلول‌های خورشیدی ساخته شده از سیلیکون یک سال طول بکشد تا کل انرژی مصرف شده در تولید خود را بازگردانند.